# Taiwannäktergal
Taiwannäktergal (Tarsiger johnstoniae) är en fågel i familjen flugsnappare inom ordningen tättingar. Den förekommer enbart i bergsskogar på Taiwan där den är ganska vanlig till mycket vanlig.

## Utseende
Taiwannäktergalen är en 12 cm lång fågel med olika dräkter hos hane och hona. Hanen har skiffergrått huvud med ett vitt ögonbrynsstreck. Det roströda på övre delen av bröstet, manteln och skapularerna formar som ett halsband. På resten av ovansidan är den sotsvart på ryggen och på vingarna svart eller brunsvart. Den nedre delen av bröstet är beigegul och buken gråvit till beigegrön. Näbben och benen är svarta.
Honan har mindre tydligt ögonbrynsstreck, mestadels olivbrun ovansida och mörkbrunt på vingar och stjärt. Undersidan varierar: på strupe och bröst varmbrun men ibland svartaktig på strupen, och på bröstet ljusgul eller olivgul.

## Läte
Sången består av serier med fraser som var och en består av två till tre ljusa visslingar. Bland lätena hörs "tuc" med "pi" inkilat emellan, låga "grruit" och en kombination av pipiga och raspiga toner.

## Utbredning och systematik
Fågeln återfinns enbart i bergstrakter på Taiwan vanligen på mellan 2000 och 2800 meters höjd, ibland över trädgränsen. Vintertid flyttar den till lägre liggande områden. Den behandlas som monotypisk, det vill säga att den inte delas in i några underarter. Hybridisering har konstaterats mellan taiwannäktergalen och taiwanblåstjärt (Tarsiger formosanus).

### Familjetillhörighet
Fåglarna i Tarsiger ansågs fram tills nyligen (liksom bland andra buskskvättor, stentrastar, rödstjärtar) vara små trastar. DNA-studier visar dock att de är marklevande flugsnappare (Muscicapidae) och förs därför numera till den familjen.

## Levnadssätt
Taiwannäktergal lever i undervegetationen i barrskogar med buskar och bambu. Den kan också ses i parker och utmed vägar, ensam eller i par. Födan består av insekter eller andra ryggradslösa djur som den fångar genom utfall från en sittplats, på marken eller i låg växtlighet.

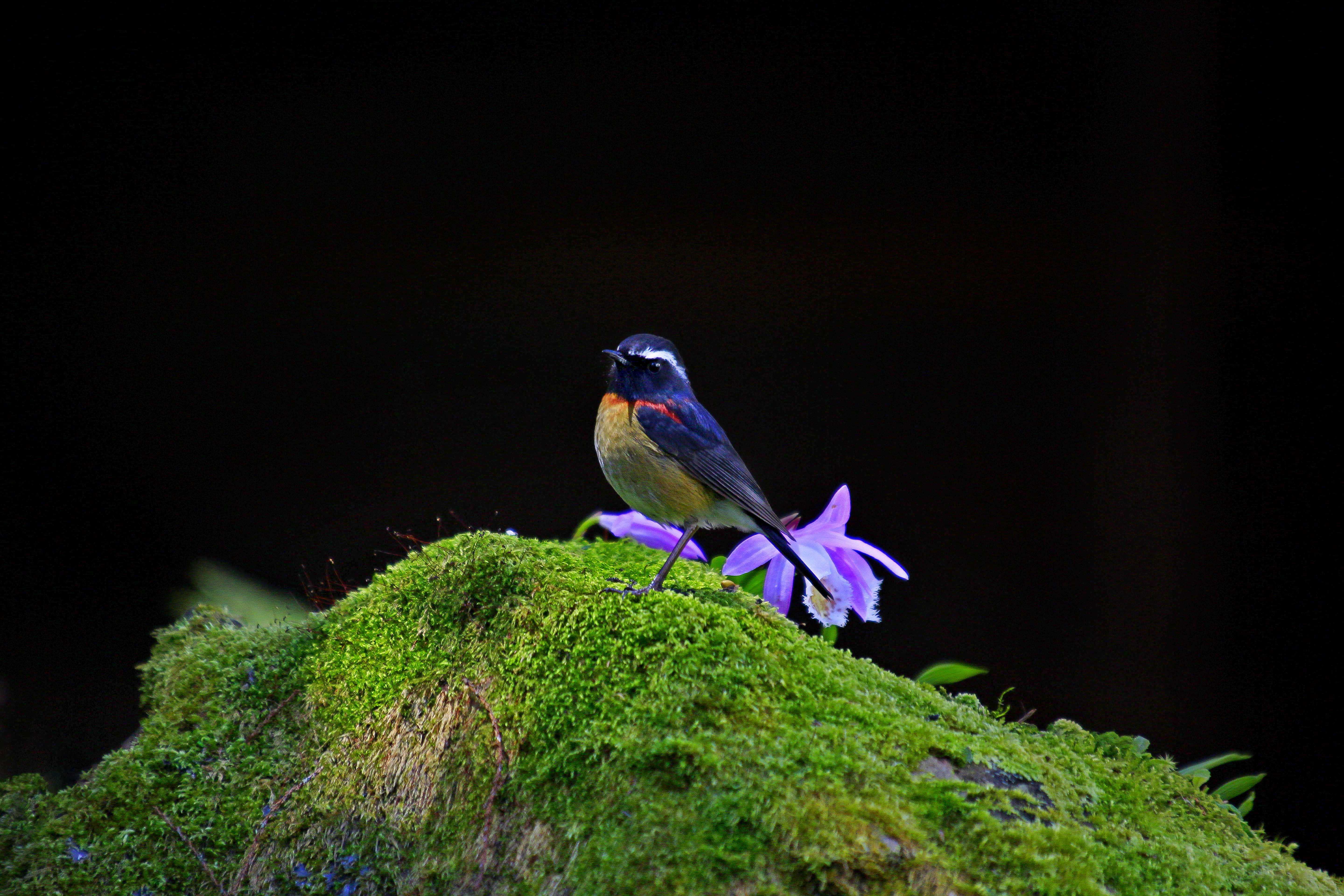

### Häckning
Arten häckar från mars till augusti och lägger två kullar per år. Reviret försvaras både av honan och hanen. Honan bygger ett skålformat bo av vegetabiliskt material vari hon lägger två till tre ägg.

## Status
Trots det begränsade utbredningsområdet och att den tros minska i antal anses beståndet vara livskraftigt av internationella naturvårdsunionen IUCN. 

## Namn
Fågelns vetenskapliga artnamn hedrar Marion A. Johnstone, engelsk avikulturalist. På svenska har den även kallats halsbandsnäktergal.